# SV 1910 Allenstein
SV 1910 Allenstein was een Duitse voetbalclub uit Allenstein, Oost-Pruisen, dat tegenwoordig tot Polen behoort en sindsdien bekend is onder de naam Olsztyn.

## Geschiedenis
De club werd op 11 mei 1910 opgericht. In het eerste bestaansjaar werd de club al meteen kampioen van het district Allenstein en plaatste zich zo voor de Baltische eindronde, een voorronde voor het Duitse landskampioenschap. De club gaf Rastenburger SV 08 een pak rammel (12:1) en versloeg zelfs grote club VfB Königsberg, maar verloor dan in de halve finale van Lituania Tilsit. Ook het volgende jaar werd de club kampioen. In de eindronde werd Seminar SV Thorn 09 verslagen, maar in de halve finale kreeg de club dan een 1:9 draai om de oren van BuEV Danzig. Ook in 1912/13 was de club van de partij en versloeg opnieuw Rastenburger SV en verloor dan van Prussia-Samland Königsberg. Vanaf 1922 nam de club deel aan de Bezirksliga Südostpreußen, maar kon het daar niet halen van sterkere stadsrivaal SV Viktoria Allenstein. In 1926 werd de Ostpreußenliga ingevoerd als eenvormige competitie, waarvoor de club zich niet kwalificeerde. Na vier jaar werd de competitie weer afgevoerd en vervangen door drie Bezirksliga's. Hiervoor kon de club zich ook niet plaatsen en intussen was ook legerclub SV Hindenburg Allenstein succesvoller dan SV 1910. De club promoveerde in 1932 nog naar de Bezirksliga, maar werd daar laatste.
In 1933 werd de Gauliga Ostpreußen ingevoerd na een grondige competitiehervorming. De club werd groepswinnaar van de Bezirksklasse Allenstein, en nam deel aan de promotie-eindronde. Nadat ze thuis met 3-0 wonnen van SV 05 Insterburg verloren ze de terugwedstrijd met 5-1. Het jaar erop werden ze tweede. Na dit seizoen werden de clubs uit de Gauliga en de Bezirksklasse samen gevoegd en was de Bezirksklasse de voorronde van de Gauliga, waarvan de top twee zich kwalificeerde voor de eigenlijke Gauliga. Na drie middelmatige seizoenen werd dit systeem weer afgevoerd en kwam er een Gauliga uit één reeks waarvoor de club zich niet plaatste. In 1939 fusioneerde de club voor één seizoen met SV Viktoria Allenstein, vanwege het uitbreken van de Tweede Wereldoorlog, en trad aan als SG Allenstein. Na één seizoen werd de fusie ongedaan gemaakt. In 1943 promoveerde de club en werd gedeeld tweede met SV Insterburg.
Na de oorlog werden alle Duitse clubs in Oost-Pruisen ontbonden.

## Erelijst
Kampioen Allenstein
1911, 1912, 1913